# Mikael Wikstrand
Erik Arne Jan Mikael Wikstrand (folkbokförd med efternamnsstavningen Vikstrand), född 5 november 1993 i Karlstad i Värmlands län, är en svensk professionell ishockeyspelare som spelar för Färjestad BK i SHL. Han har tidigare ett flertal säsonger förflutet i moderklubben IK ORE och Frölunda HC.

## Biografi
Mikael Wikstrand är född i Karlstad, men växte upp i Furudal i norra Rättvik. Han är en hängiven supporter till Mora IK och efter att hans klubb Färjestad BK åkt ur ut SM-slutspelet 2017, ställde han sig i klacken för att sjunga fram sin favoritklubb Mora IK, när de mötte Leksands IF i kvalet till SHL.

## Karriär

### Juniortiden
Wikstrand inledde karriären i IFK Ore. Inför säsongen 2009/2010 värvades han till Mora IK:s organisation och började spela för deras juniorlag. Säsongen därpå debuterade han för Mora IK:s A-lag i HockeyAllsvenskan.
Wikstrand rankades som 23:a bland europeiska spelare i NHL Central Scouting Bureaus slutliga ranking inför NHL Entry Draft 2012, men blev vald först i den sjunde omgången av draften av Ottawa Senators som 196:e spelare totalt.

Med 11 mål och 25 poäng på 45 matcher under säsongen 2012/2013 i Mora IK blev Wikstrand den främsta målskytten bland alla juniorbackar i HockeyAllsvenskans historia. Under säsongen deltog han även i JVM 2013 i Ryssland och var en av de bästa spelarna i turneringen då Sverige tog JVM-silver. Han blev senare utsedd till årets landslagsman i HockeyAllsvenskan med motiveringen: 
| ”                        | Mikael Wikstrand gjorde en strålande insats i Junior-VM 2013 i Ryssland och utsågs till bästa back av de svenska coacherna. Mikael hade den bästa plus/minusstatistiken i laget och var starkt bidragande till att Juniorkronorna gick till VM-final. Han är med sitt mogna och resoluta spel mycket värdefull för sitt lag. | „ |
| – Hockeyallsvenska juryn | |   |

### SHL
Inför säsongen 2013/2014 hade Wikstrand intresse från ett antal SHL-klubbar, men han valde ändå att skriva på för ytterligare en säsong för Mora IK. Strax innan jul-uppehållet säsongen 2013/14 valde Wikstrand dock att gå till SHL-klubben Frölunda HC. Säsongen 2014/2015, hans första i SHL, noterades han för 5 mål och 20 assist på 46 spelade matcher.
Inför säsongen 2015/2016 skrev Wikstrand kontrakt med Färjestad BK i SHL. Han inledde emellertid försäsongen hos NHL-klubben Ottawa Senators då han vid tillfället ägdes av klubben. Wikstrand valde sedan att lämna Ottawa då hans bror led av leukemi. Ottawa ansåg att detta var ett kontraktsbrott från Wikstrands sida, att bara flytta till Sverige utan förvarning, varför han under en längre period blev avstängd från att spela tävlingsmatcher. Han kom därför att spela endast 17 grundseriematcher för Färjestad BK det året. Säsongen 2018/2019 tog Wikstrand över rollen som lagkapten i Färjestad BK och noterades för 20 poäng på 47 spelade matcher. I maj 2021 blev det officiellt att Wikstrand skrivit på ett treårskontrakt med Färjestad BK.

### KHL
Inför säsongen 2019/2020 köpte AK Bars Kazan i KHL Wikstrand från Färjestad BK, då han hade ett år kvar på sitt kontrakt med organisation.

### Tre Kronor
Wikstrand var med i Tre Kronors OS-lag 2018, där de dock inte vann någon medalj.
Han vann VM-guld 2018 med Tre Kronor.

## Klubbar
- IFK Ore (–2009)
- Mora IK (2009–2013)
- Frölunda HC (2013–2015)
- Färjestad BK (2015–2019)
- AK Bars Kazan (2019-2021)
- Färjestad BK (2021-)